# Henrique Melquíades Cavalcanti
Henrique Melquíades Cavalcanti foi um militar brasileiro.
Tinha a patente de capitão-de-mar-e-guerra.
Foi membro da junta governativa catarinense de 1930.